# MVG-Baureihe B
Die Doppeltriebwagen der MVG-Baureihe B sind die zweite Bauserie normalspuriger Elektrotriebwagen für das 750-Volt-Gleichstrom-Netz der Münchener U-Bahn. Die insgesamt 63 zweiteiligen, fest gekuppelten Einheiten ohne Wagenübergang waren für die Netzerweiterungen der 1970/80 Jahre erforderlich und wurden zwischen 1988 und 1995 ausgeliefert. In starker Anlehnung an die Vorgängerserie vom Typ A sind sie 40 Zentimeter länger und fallen besonders durch die durchgehenden Frontscheibe auf. Die Fahrzeuge sollen voraussichtlich bis 2030 im Einsatz stehen. Aktuell werden von der MVG die U-Bahn-Züge der nächsten Generation C2 bezogen und in Betrieb gesetzt.

## Entwicklung
| Typ  | Nummern | Anzahl | Baujahre |
| ---- | ------- | ------ | -------- |
| B1.4 | 494–499 | 6      | 1981     |
| B2.7 | 501–535 | 35     | 1987     |
| B2.8 | 551–572 | 22     | 1994     |

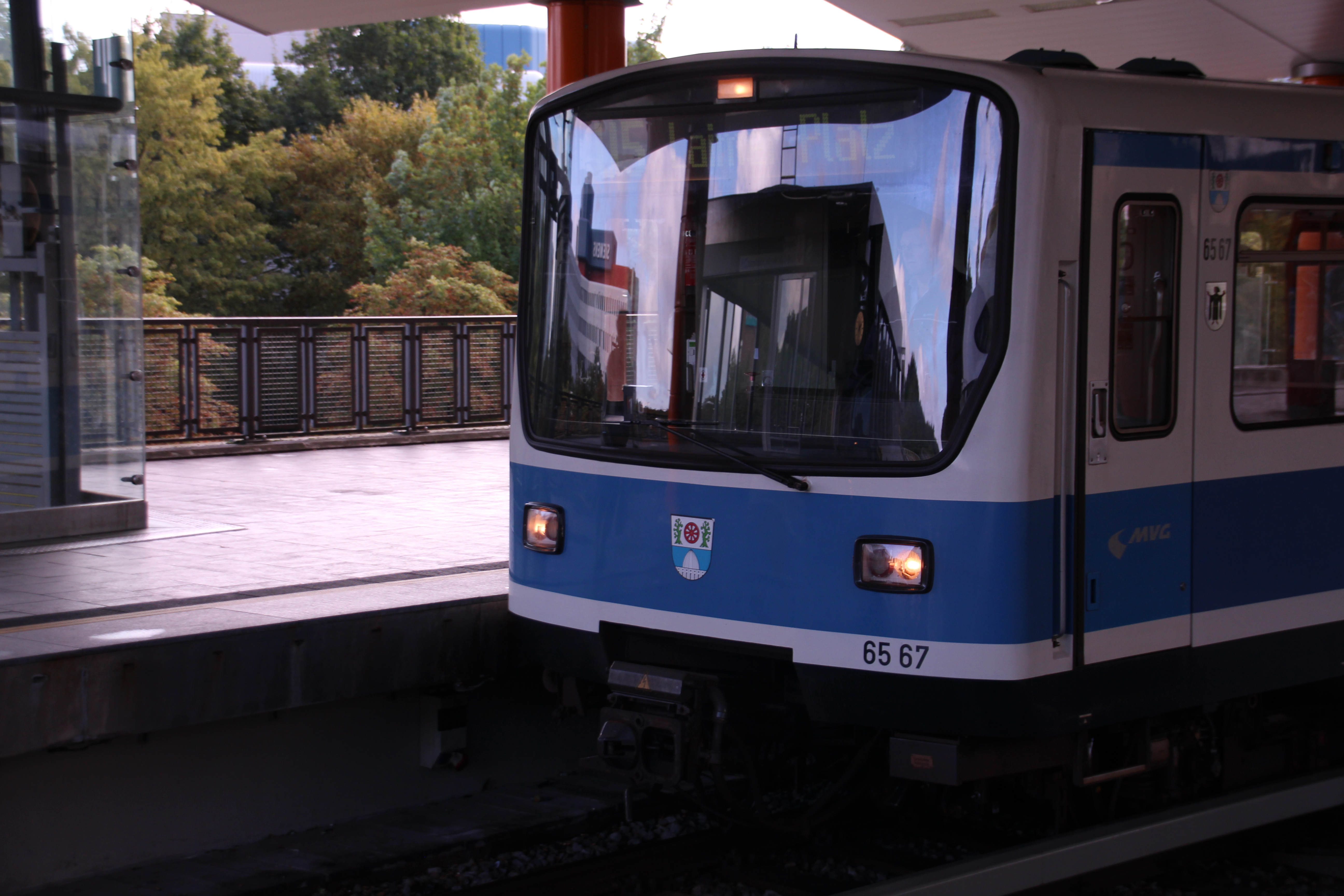
Wagen 567 mit Garchinger Stadtwappen

Ende der 1970er Jahre musste man sich wegen bevorstehender Erweiterungen des Streckennetzes Gedanken über ein Nachfolgemodell des bewährten Typs A machen, der mittlerweile technisch überholt und deshalb die Weiterbeschaffung wirtschaftlich nicht mehr zu vertreten war. 1981 lieferte MBB aus Donauwörth die sechs Prototypen (zwei Langzüge) 494 bis 499 der Serie B1.4. Nachdem diese Züge rund sieben Jahre erprobt wurden, begann erst 1988 die Auslieferung der Serienfahrzeuge (Typen B2.7, B2.8), die neben MBB auch von MAN sowie nach der Wiedervereinigung von DWA in Bautzen hergestellt wurden. Da die Prototypen anfangs nicht überzeugen konnten, wurden zwischenzeitlich nochmals Wagen vom Typ A beschafft.
1994 wurde mit dem Doppeltriebwagen 565 der 500. Einzelwagen der Münchner U-Bahn in Betrieb genommen. Er wurde zusammen mit zwei anderen Doppeltriebwagen (566 und 567) von der Stadt Garching finanziert und trug daher (567 immer noch Stand Juli 2025) an einer Wagenseite anstelle des Münchner das Garchinger Wappen.
Ein Führerstand sowie ein Teil des folgenden Wagens des Prototyps 497 sind im MVG Museum in der Ständlerstraße ausgestellt.

## Aufbau und Technik

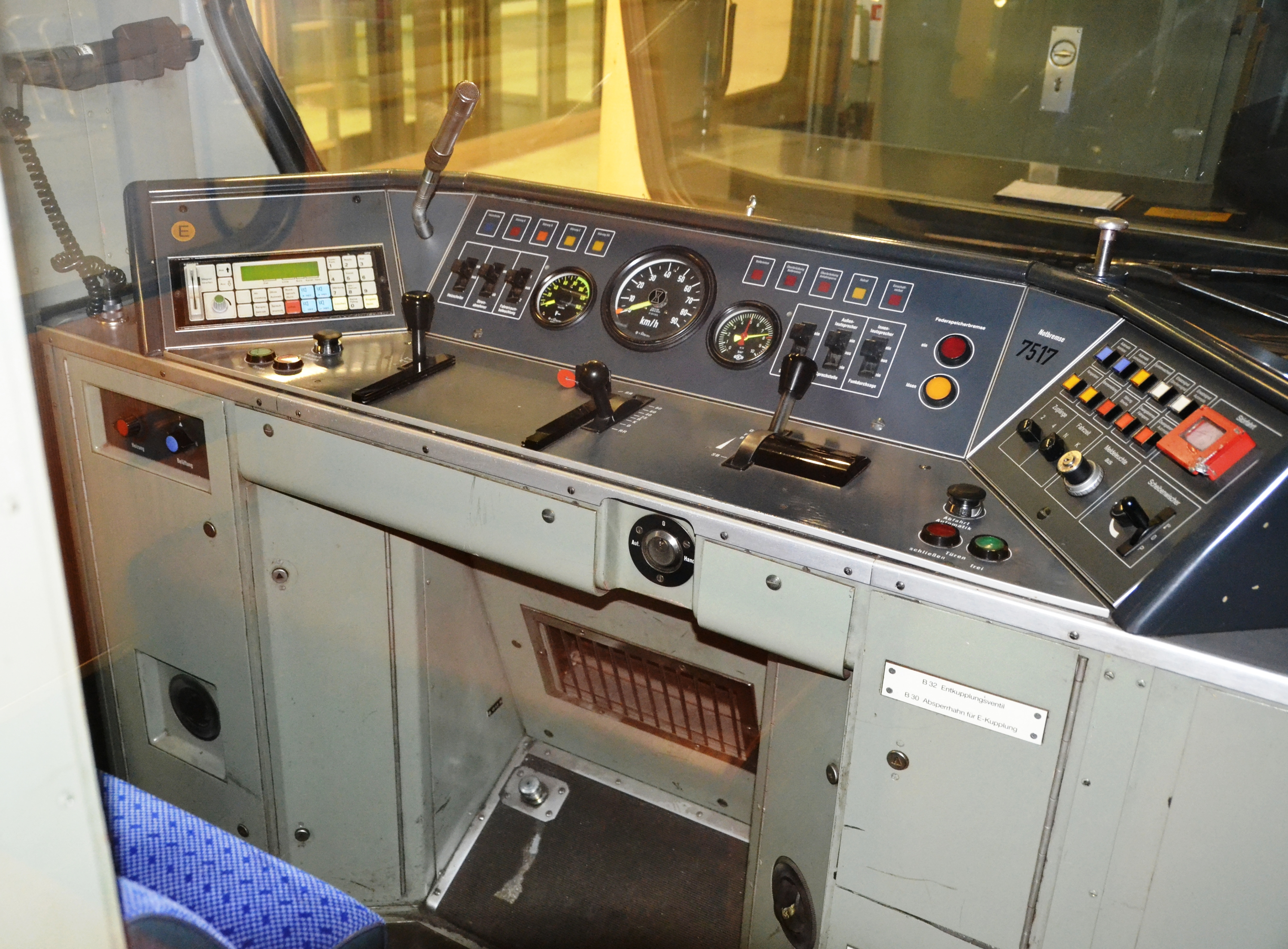
MVG-B-Führerstand

Äußerlich sind die B-Wagen stark ihren Vorgängern der Baureihe A angelehnt, so sind die Wagenkastenabmessungen sehr ähnlich. Der einzige Unterschied ist, dass die Länge eines einzelnen Wagens 18.775 mm und ein Doppeltriebwagen über Kupplung 37.550 mm lang ist. Ebenfalls sind Tür- und Fensteranordnung sowie die Sitzverteilung identisch sowie die Konstruktion in Aluminiumleichtbauweise.
Die größten Unterschiede bestehen in der Stirnfront, die anstelle von drei kleinen eine große Frontscheibe aufweist, sowie im elektrischen Teil der Fahrzeuge. 
Anstelle der alten Fallblattanzeiger sind bei den Zügen der Serie B2.8 Matrixanzeigen eingebaut, wohingegen die Serie B2.7 noch Fallblattanzeiger hat. Die Fallblattanzeigen konnten, anders als bei der Baureihe A, getrennt voneinander eingestellt werden. Hierzu befanden sich zwei Codierschalter im Führerstand. Auf dem Linienschalter wurde schon eine zukünftige U9 berücksichtigt. Die Codierschalter wurden später durch das IBIS System ersetzt und sind in allen Fahrzeugen heute zwar noch vorhanden, aber nicht mehr in Verwendung.

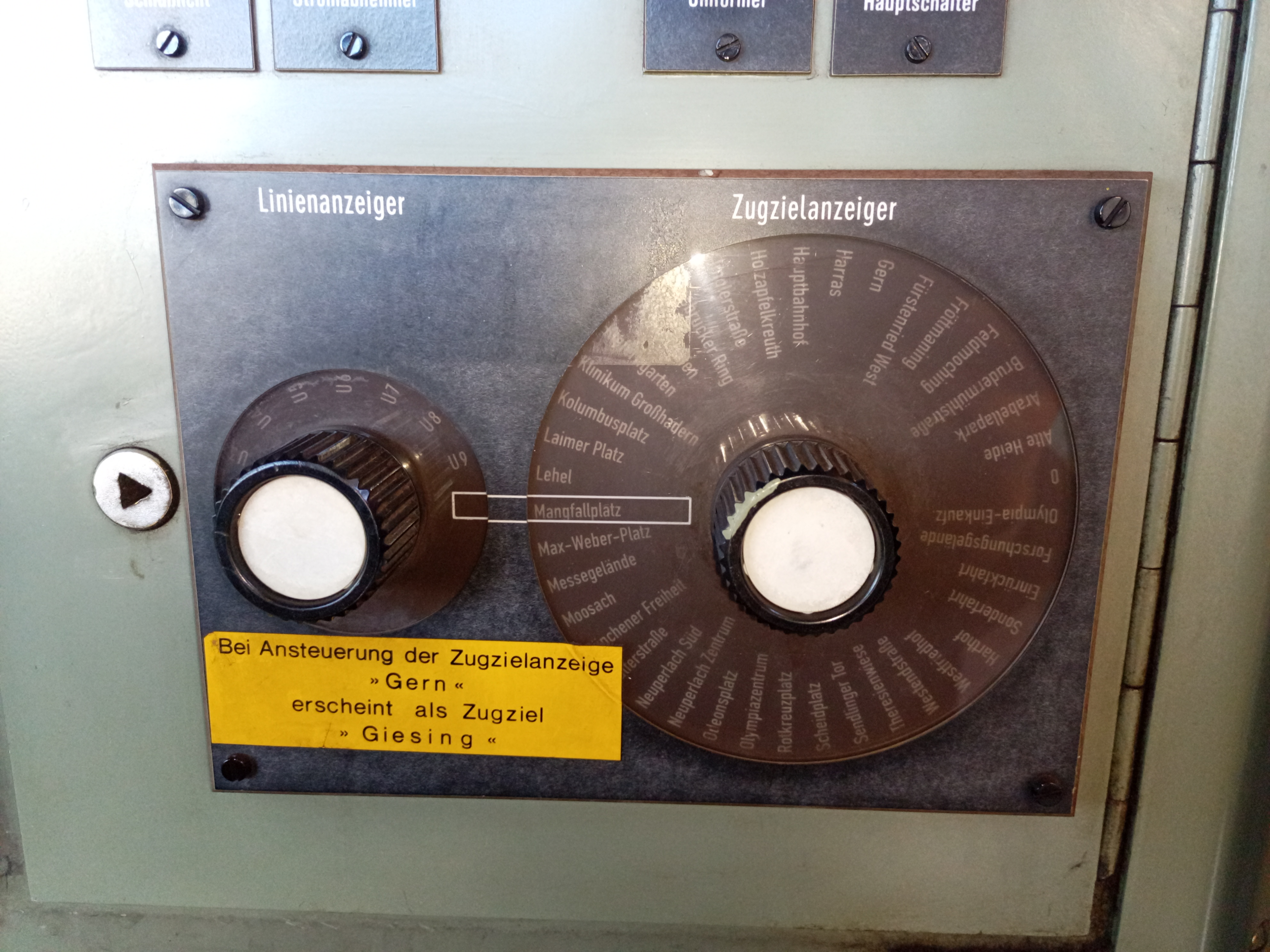
Codierschalter der Baureihe B im Führerstand
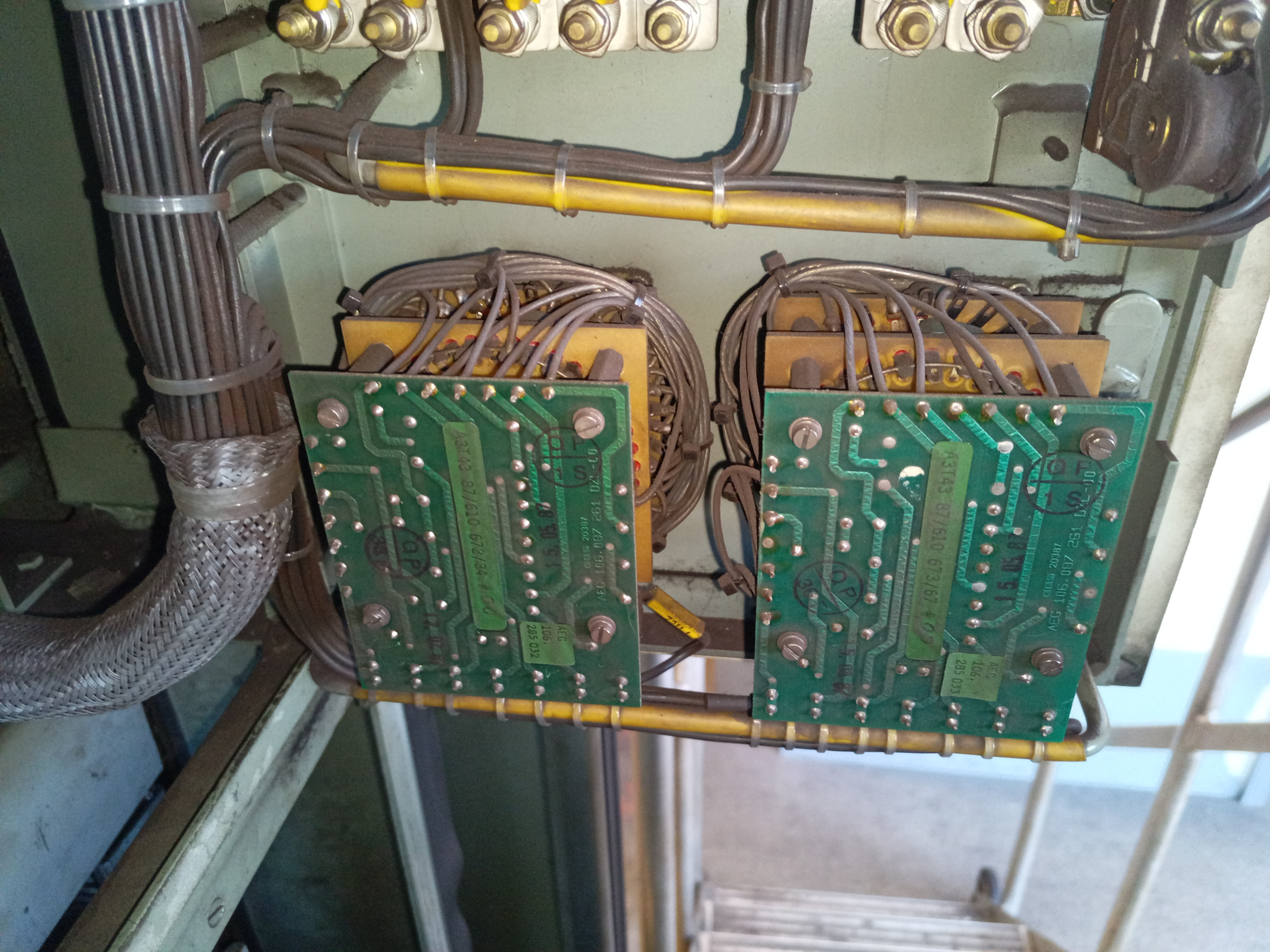
Codierschalter der Baureihe B bei geöffneter Wartungstüre von hinten gesehen

Die längsliegenden Drehstromasynchronmotoren werden über Gleichstromsteller und Wechselrichter stufenlos angesteuert. Die Bremsenergie kann ins Netz zurückgespeist werden. Die elektrische Ausrüstung ist komplett unter dem Fahrgastraum angebracht.
Wie die Baureihe A besitzt die Baureihe B kein Fahrgastinformationssystem (FIS), weshalb die Ansagen von den Fahrern selbst gesprochen werden. Einige wenige Einheiten erhielten bis 2021 das Münchner Fenster und somit ein optisches und akustisches FIS.
Aufgrund der unterschiedlichen Ausrüstung sind die A- und B-Wagen zwar mechanisch, aber nicht elektrisch untereinander kuppelbar. Das gleiche Problem bestand anfangs auch zwischen den Prototypen und den Serienfahrzeugen, nachdem erstere aber bis 1995 umgerüstet wurden, waren die beiden Bauarten kompatibel untereinander.

### Typ B mit Syntegra-Drehgestell

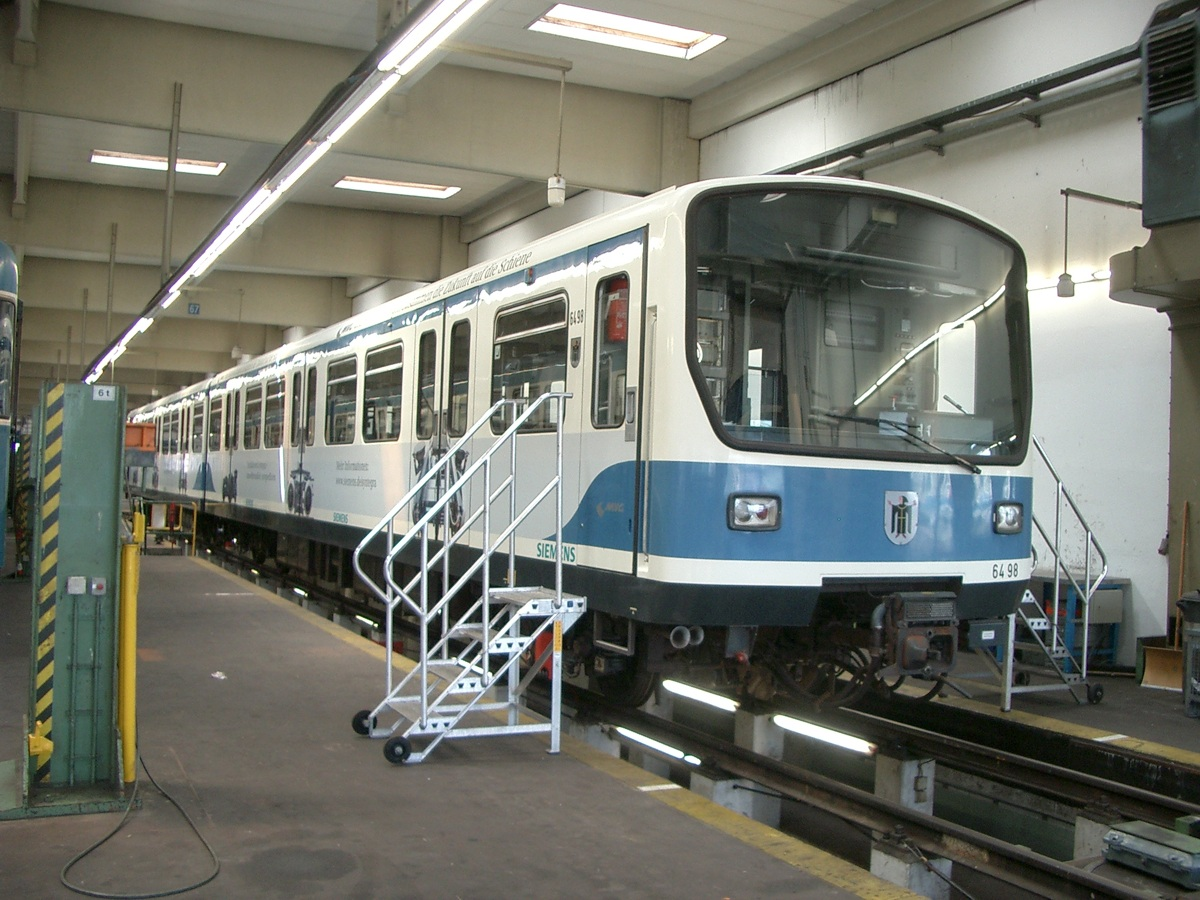
Fahrzeug 498 mit Siemenswerbung

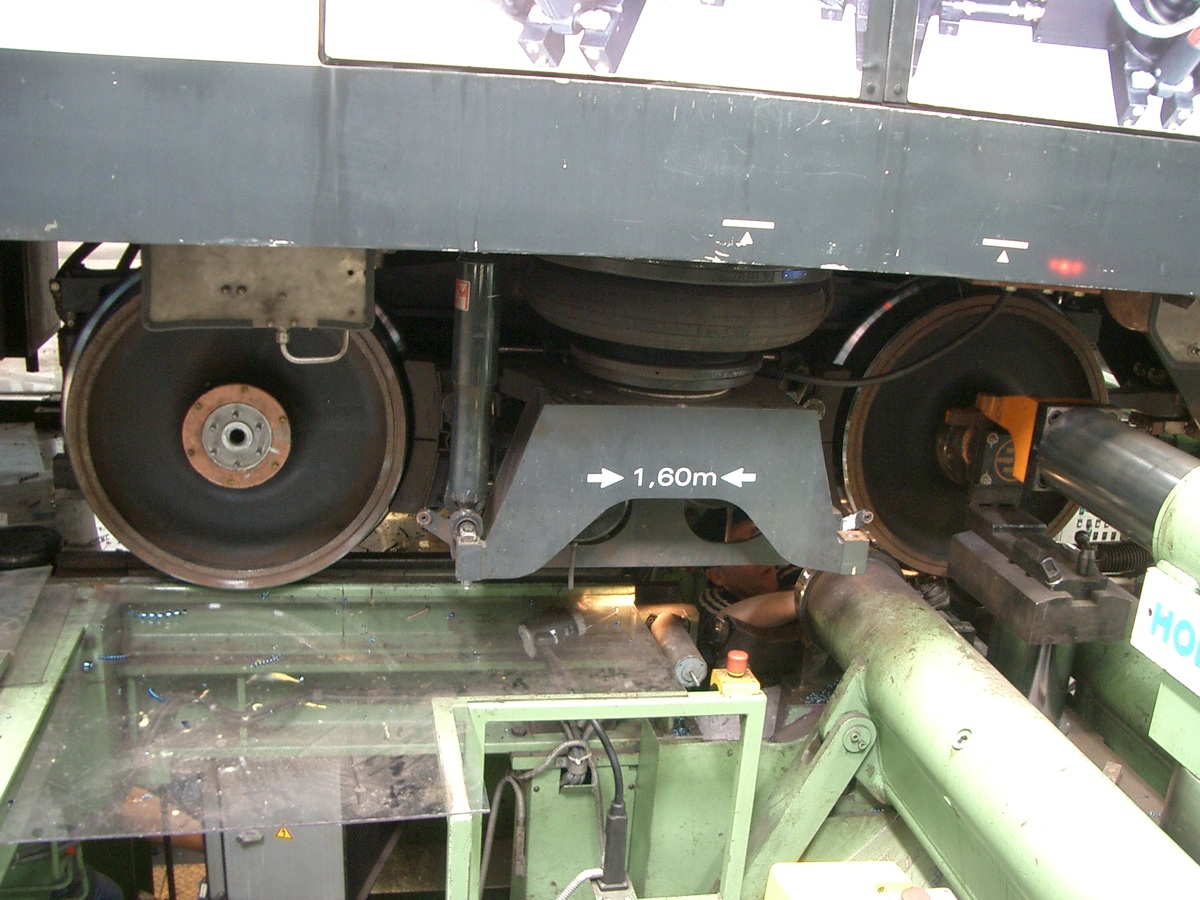
Detailansicht des Syntegra-Drehgestells am Wagen 7498

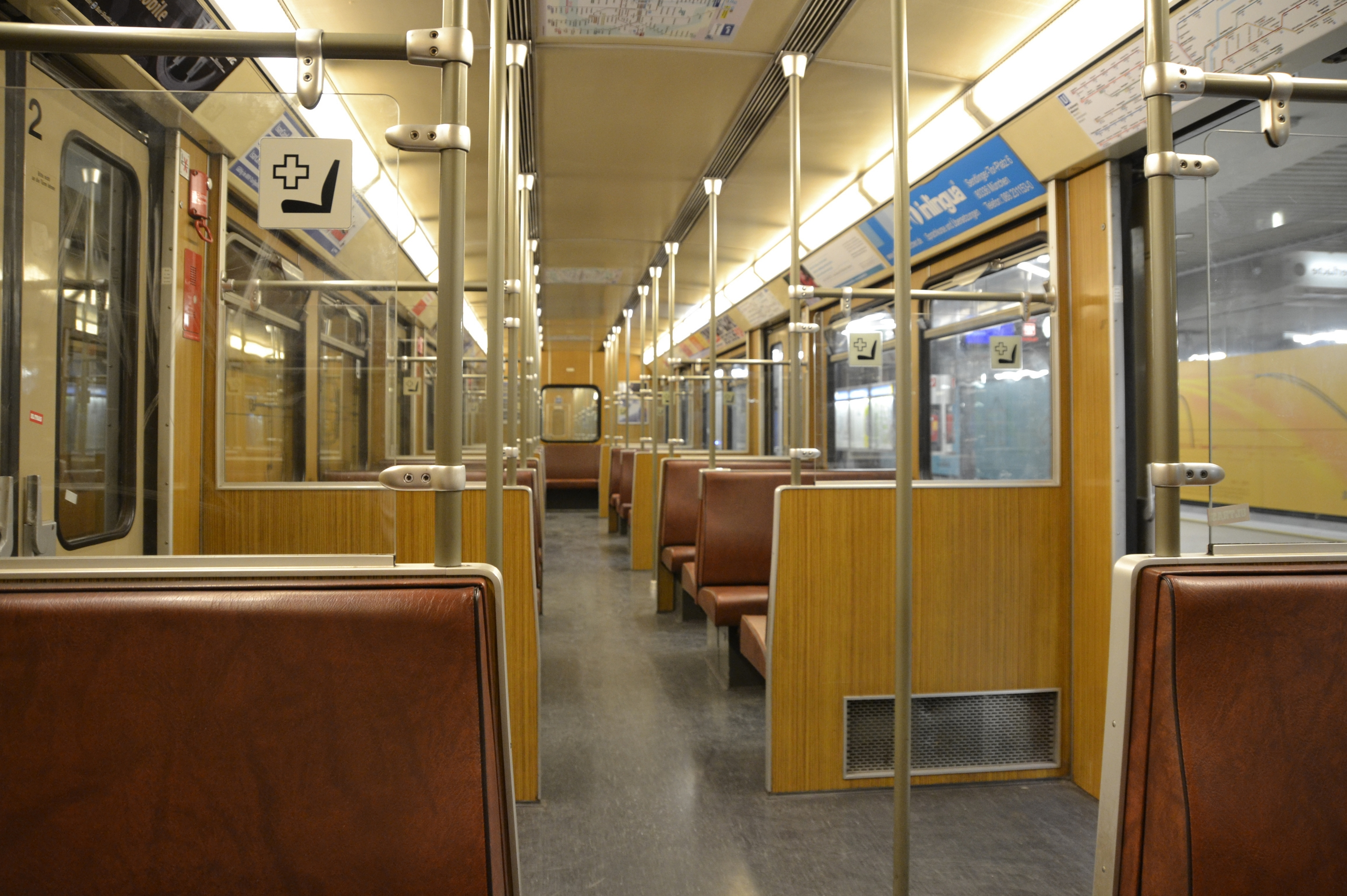
Innenraum (2013)

Anfang 2006 kaufte der Siemens-Unternehmensbereich Transportation den Zug Nummer 498 von den Stadtwerken München, um diesen als Erprobungs- und Demonstrationsfahrzeug für das neue Triebfahrwerk „Syntegra“ zu verwenden.
Siemens hatte in den letzten Jahren dieses neue Triebfahrwerkskonzept entwickelt, das mit einem getriebelosen Drehstromdirektantrieb auf Basis eines permanenterregten Synchronmotors angetrieben wird. Bei diesem neuen Motortyp ist der Antrieb „um die Radachse herum“ verbaut worden. Es ist das erste Triebfahrwerk seiner Art weltweit, das weder über ein Getriebe noch über eine vollwertige mechanische Bremse verfügt. Dadurch ist der Motor besonders laufruhig, leichter, leise und das verfügbare Beschleunigungsmoment/Bremsmoment ist dabei fast komplett drehzahlunabhängig. Ähnliche Ansätze in der Antriebstechnik werden auch von japanischen und französischen Firmen verfolgt. Ein Direktantrieb von Toshiba, jedoch nicht als integraler Bestandteil des Fahrwerks ausgeführt, befindet sich in einem Nahverkehrszug/Metro in Tokio. Alstom bietet Synchronantriebstechnik im Hochgeschwindigkeitszug AGV an, hier jedoch nicht als Direktantrieb, sondern konventionell mit Getriebestufe.
Durch den höheren Wirkungsgrad, den geringeren Verschleiß, die höhere Verfügbarkeit dank Redundanz und das verbesserte Drehgestell konnten die Life Cycle Costs (LCC) weiter reduziert werden. Ein sichtbares Merkmal ist wegen des fehlenden Getriebes der deutlich kleinere Achsabstand und vergleichsweise kleine Räder.
Im Rahmen des Versuchsprogramms wurden unter einem der beiden Wagen (7498) beide Drehgestelle sowie die gesamte Antriebs- und Leittechnik durch den Typ Syntegra ausgetauscht. Dabei mussten Elektronikkomponenten, Leistungsregler sowie mechanische Bauteile ausgetauscht werden. Für die Auswertung und Dokumentation wurden Messelektronik, Sensoren sowie Aufzeichnungsgeräte eingebaut. Der Innenraum ist weitestgehend gleich geblieben und unterscheidet sich lediglich an den entfernten Werbetafeln. Der andere Teil der Zugeinheit 6498 ist weitestgehend gleich geblieben und dient als Vergleichswagen.
Seitdem war dieses äußerlich mit Siemens-Werbung versehene Fahrzeug auch öfter in der Technischen Basis Fröttmaning zu sehen. Die ersten Messfahrten erfolgten im Siemens-Prüfzentrum Wegberg-Wildenrath in Nordrhein-Westfalen, die Inbetriebsetzung vor Ort dann innerhalb des Betriebshofes München Nord auf einer ca. 2000 Meter langen Parallelstrecke zur Linie U6. Im Anschluss folgten Mess- und Zulassungsfahrten im gesamten Netz der U-Bahn München. Das Fahrzeug besitzt eine vollständige Zulassung nach BOStrab und wurde ab dem 12. August 2008 im Fahrgastbetrieb auf der Linie U6 als mittleres Fahrzeug in einem Langzug (P6) eingesetzt. Der Zug verkehrte je nach Bedarf auch auf anderen Linien. 2018 wurde er ausgemustert, nachdem Siemens die Wartung einstellte. Seitdem befindet sich der Zug in einer Kreativwerkstatt am Viehhof in München.

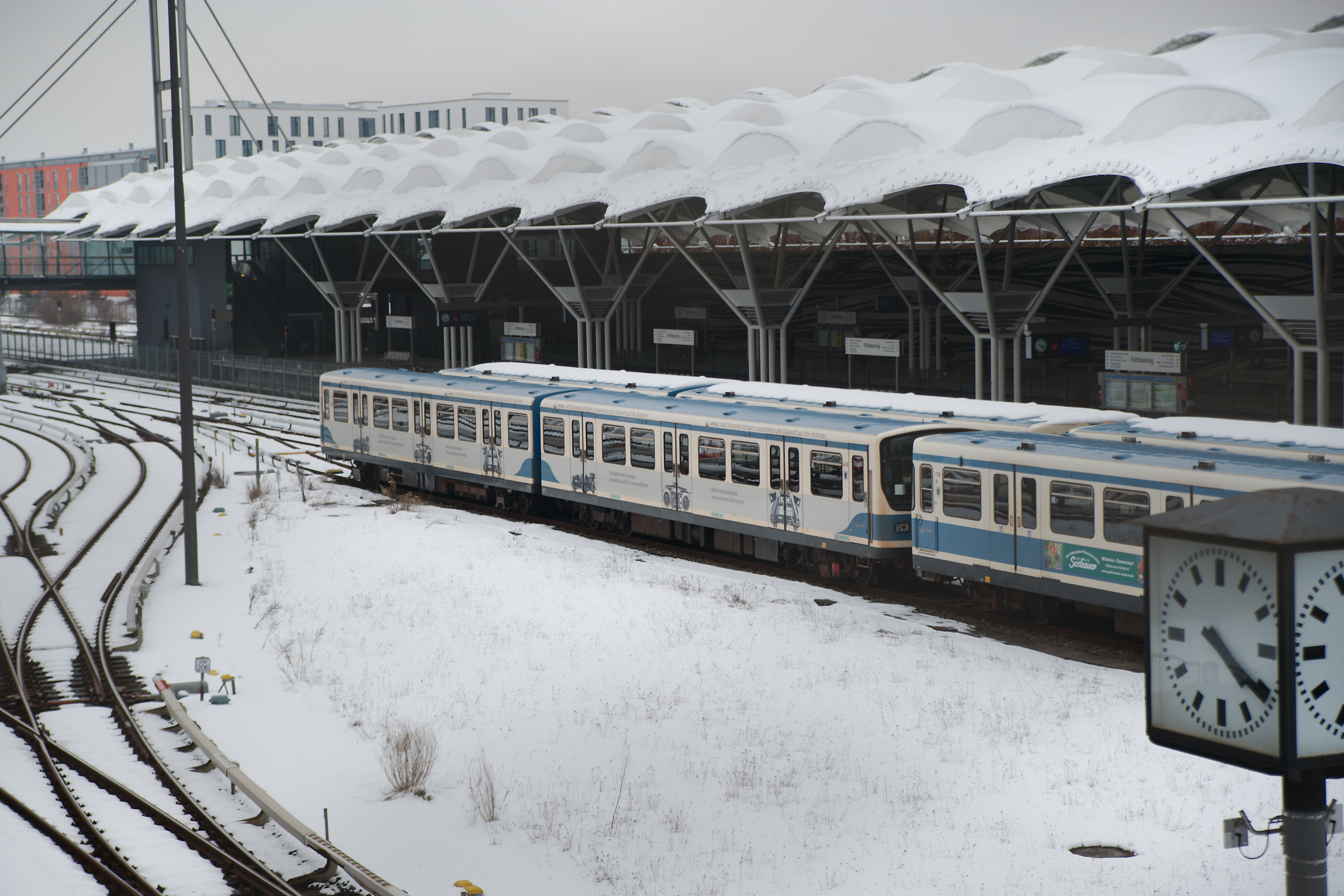
Wagen 498 am BN abgestellt
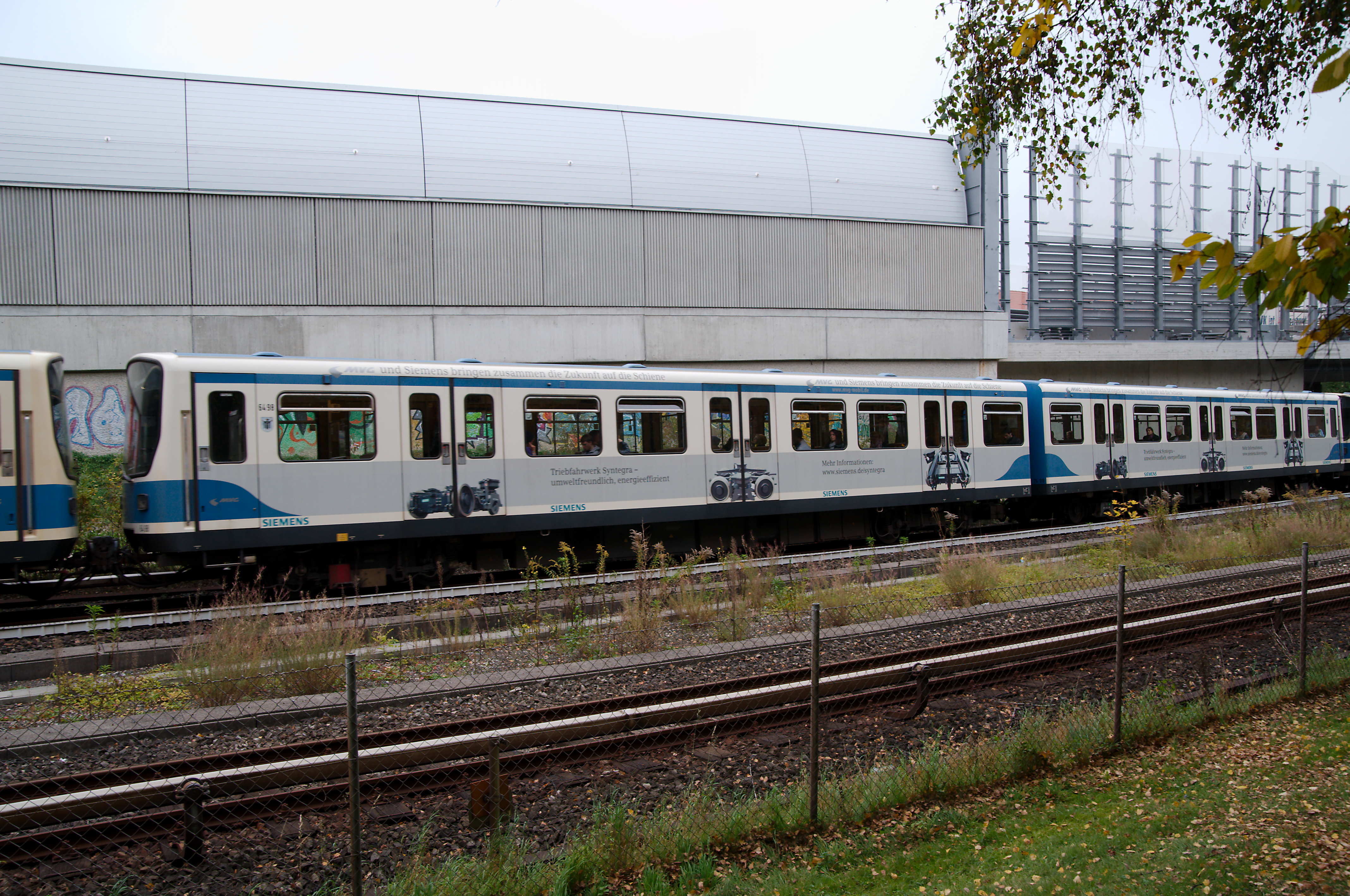
Der Syntegra zwischen Studentenstadt und Freimann, Fahrtrichtung Fröttmaning
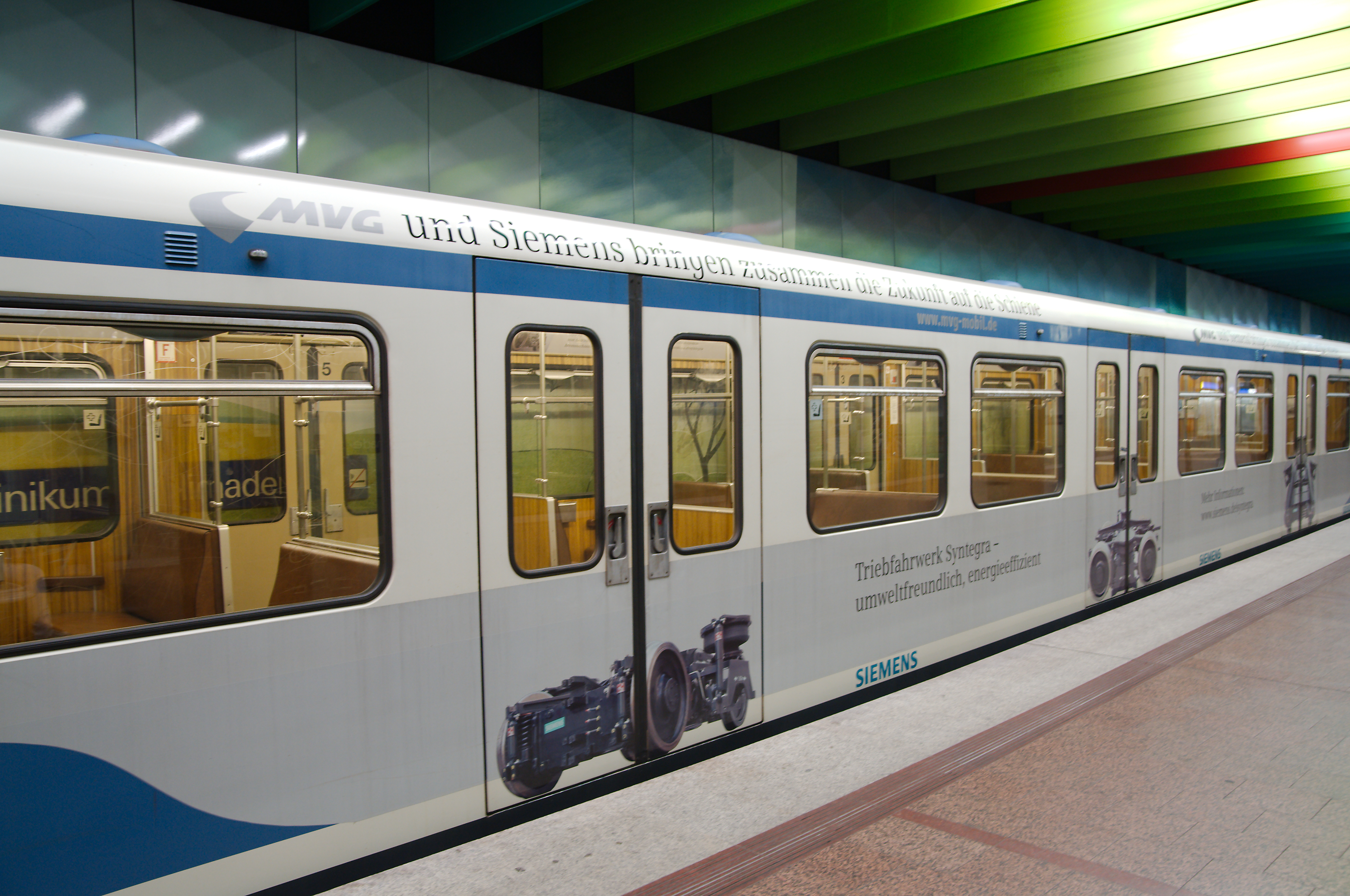
Wagen 498 am Bahnhof Klinikum Großhadern
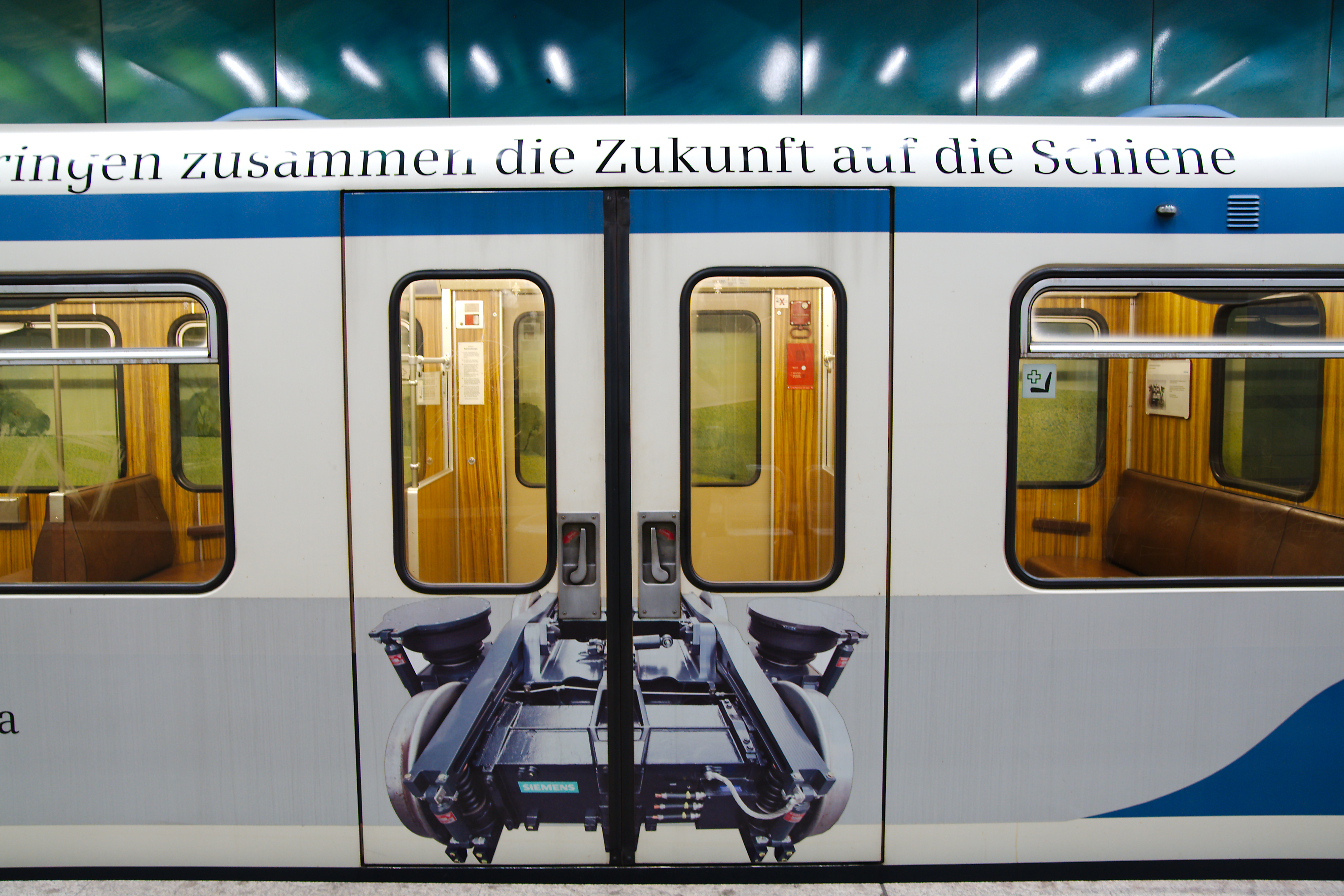
Wagen 498 am Bahnhof Klinikum Großhadern
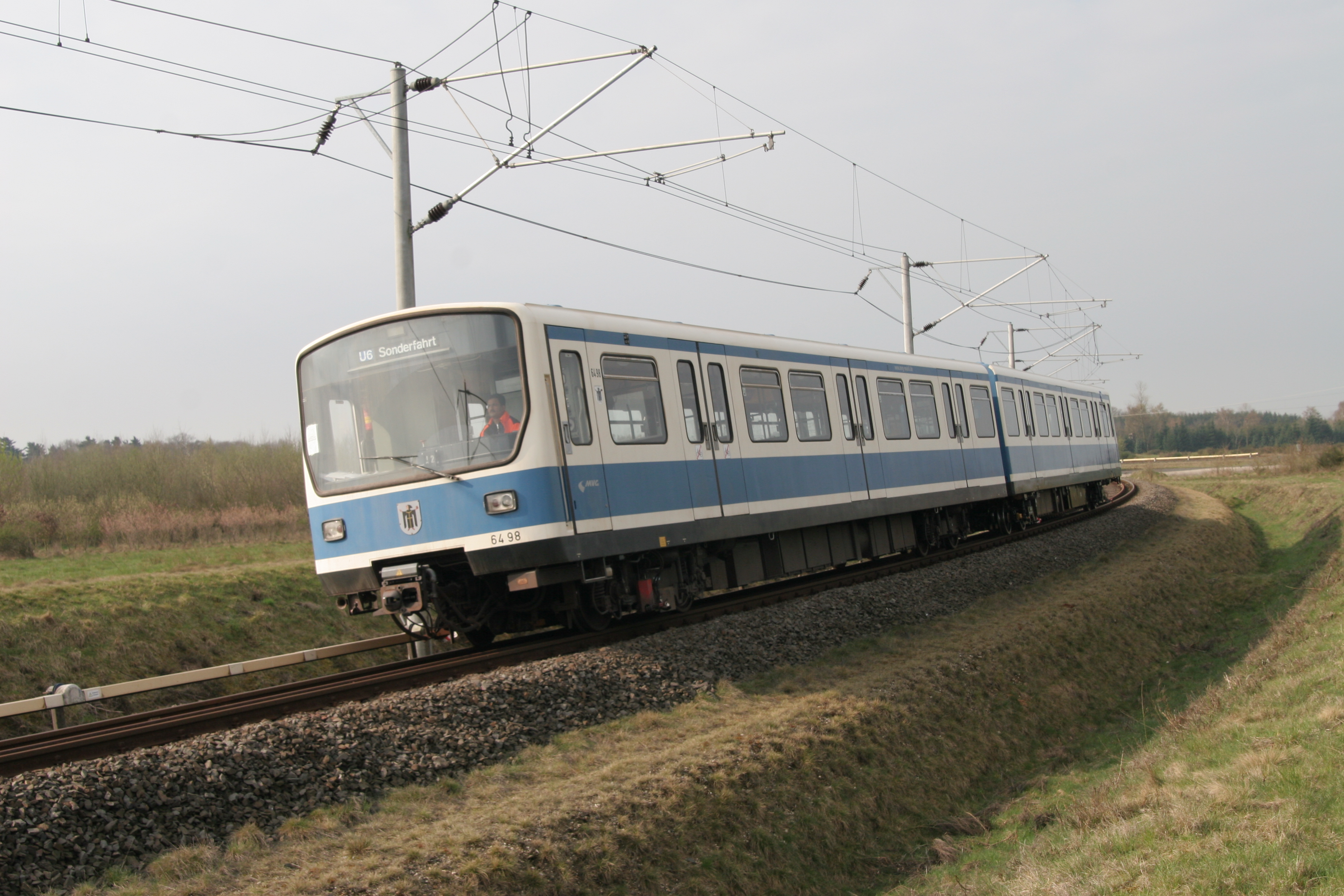
Syntegra-Prototyp im Prüfcenter Wegberg-Wildenrath

## Weblinks

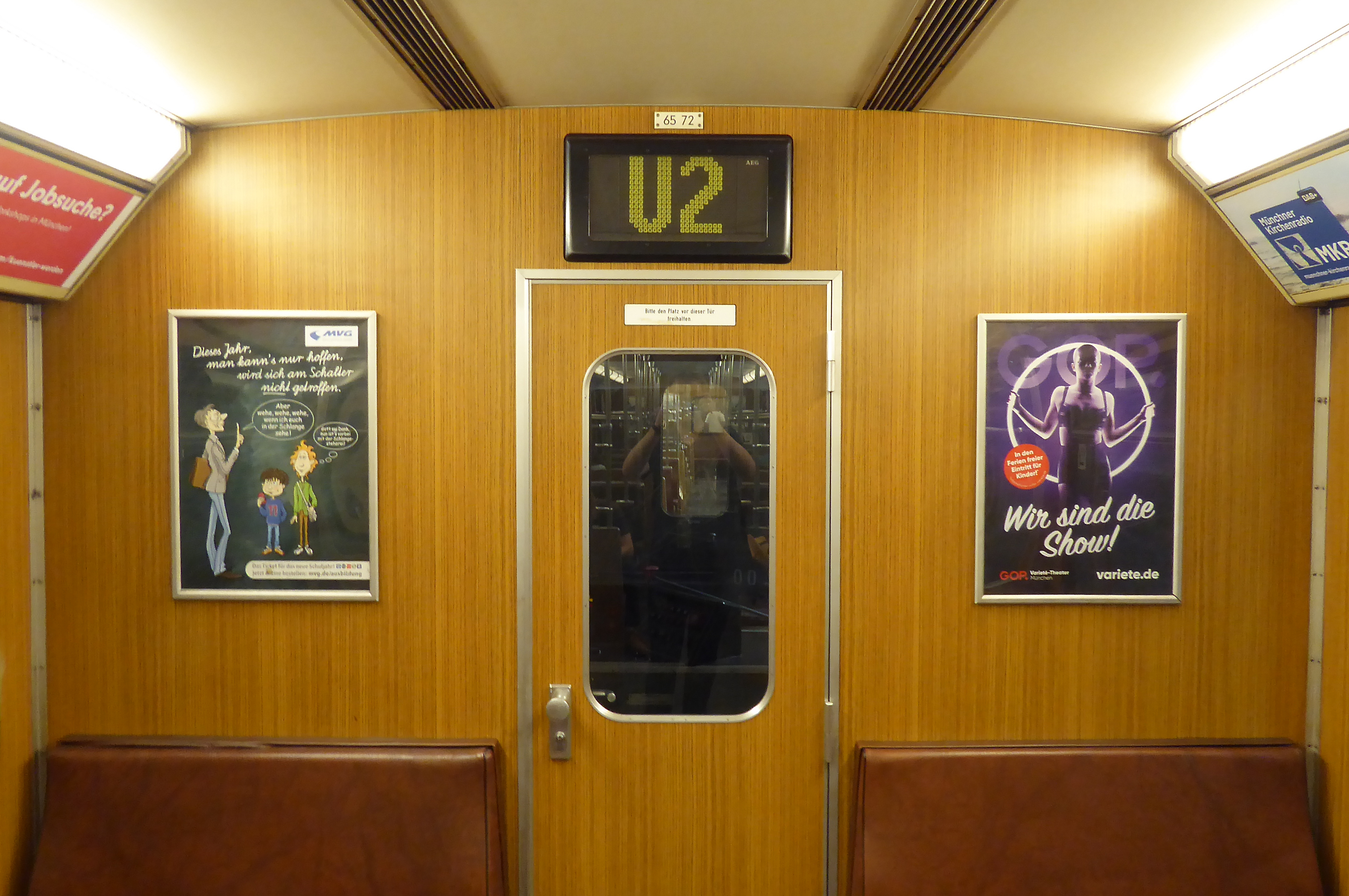
Innenraum der MVG-Baureihe B (2019) mit Blick zum Führerstand

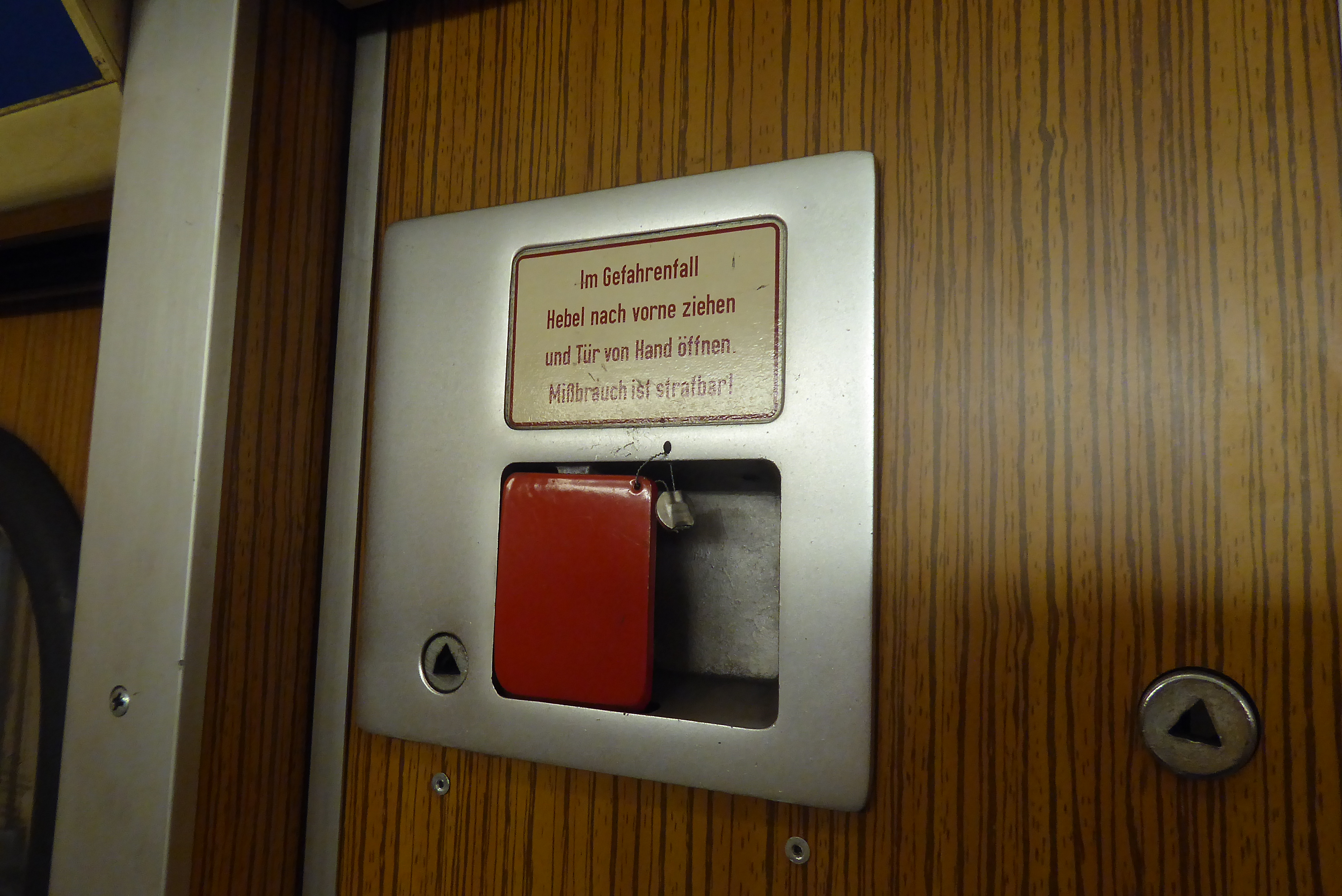
Tür-Notentriegelung

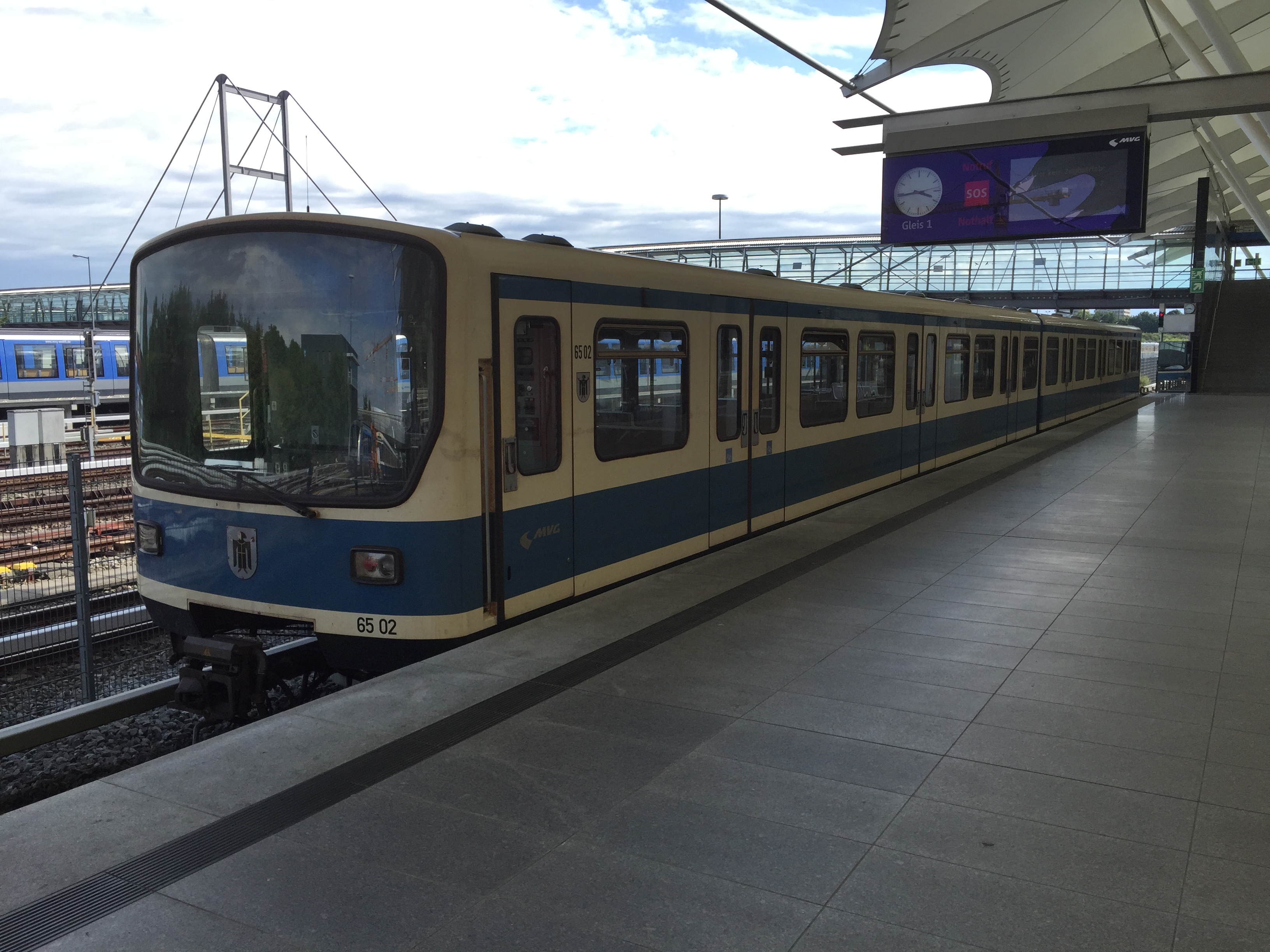
B-Wagen 502 am Bahnhof Fröttmaning